# Кипсели (район Афин)
Кипсе́ли (греч. Κυψέλη — «Улей») — район Афин, который формирует большую часть 6 муниципального района города «Патисия-Кипсели». Район ограничен на западе улицей Патисион, на востоке — холмом Турковуния, на юге — парком Марсово поле и на севере — муниципалитетом Галацион. В последние годы также выделяют Неа-Кипсели, граничащий с Гизи, и Ано-Кипсели, что граничит с Аттико-Парк и Галационом.

## История

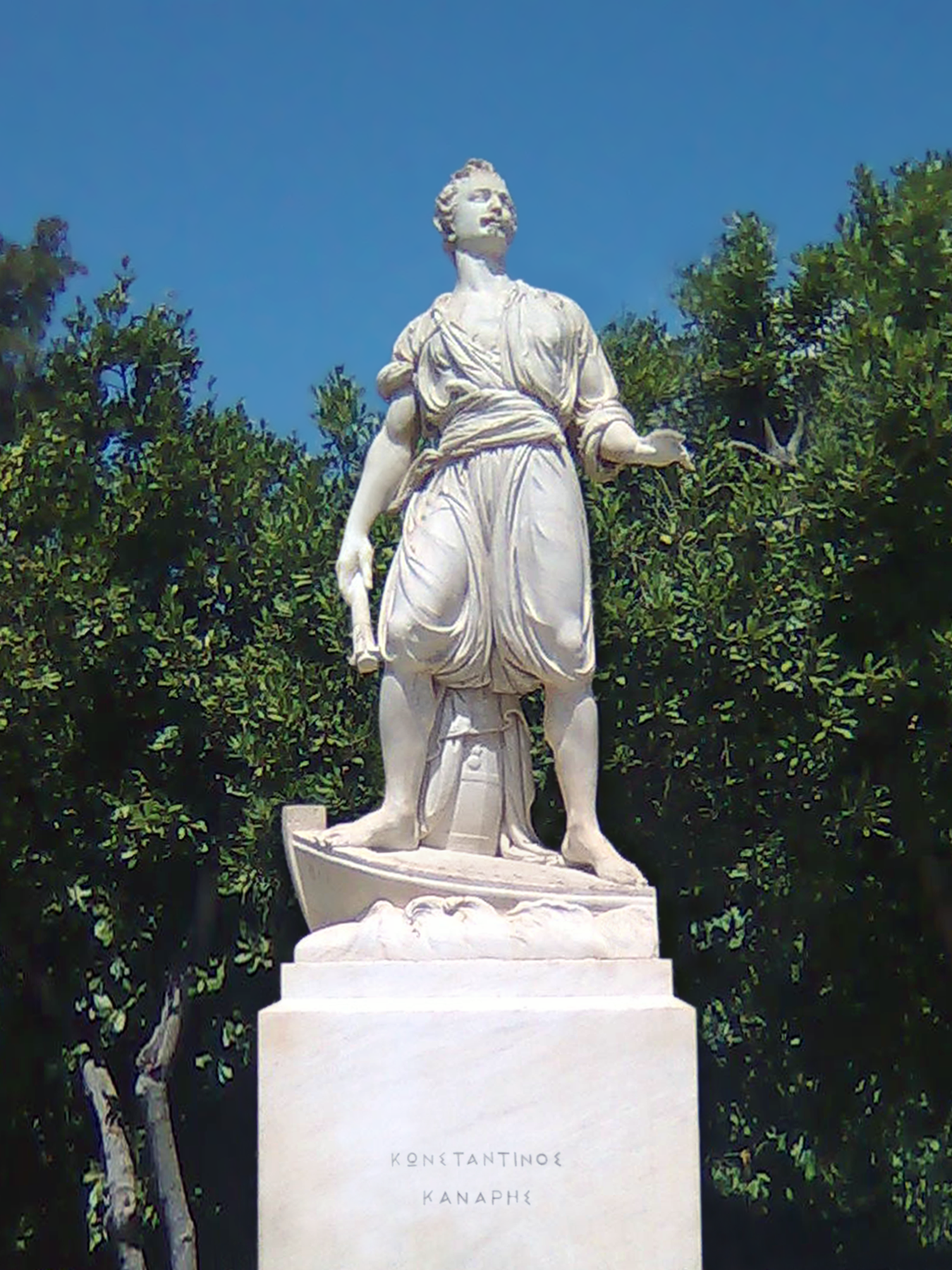
Памятник брандеристу Константину Канарису в Кипсели. Скульптор Лазарос Фиталис

Кипсели имел другие черты, пока 1908 году планировку муниципалитета не выполнил греческий инженер Афанасиос Георгиадис. Ярко урбанистическое развитие района началось в 1930-х годах, тогда же в Кипсели, наряду с Колонаки, появились первые многоэтажные здания в стиле Баухауз и Ар-деко. Окруженный такими зелеными районами, как Педион ту Ареос и улицей Фокинос-Негри, Кипсели все больше утверждался в 1950—1960-е годы в статусе фешенебельного района для высшего афинского класса.
Квартирные апартаменты Кипсели, просторные, со всеми удобствами, всегда считались привилегированными. Многочисленные лавки сформировали большой торговый центр в городе, центрами которого и сегодня остаются площадь Кипселис, улица Патисион, улица Кипсели, улица Фокинос-Негри и площадь Америки (Америкис).
В 1980 годах наметилась тенденция частичного упадка Кипсели, связанного с массовым наплывом мигрантов, которые обустраивались в тесных многоквартирных домах и даже подвальных помещениях. Соответственно, стоимость недвижимости в Кипсели снизилась, хотя апартаменты в частности на улице Фокинос-Негри несравненно дороже других районов Кипсели. Сейчас только улицы Фокинос-Негри и Патисион сдерживают процесс упадка района.
В рамках внедрения перспективного плана «Афины — Аттика 2014» в 2010 году в районе Кипсели начался массовый снос незаконно возведенных строений. Расчищенные территории будут превращены в озелененные площади.

## Галерея

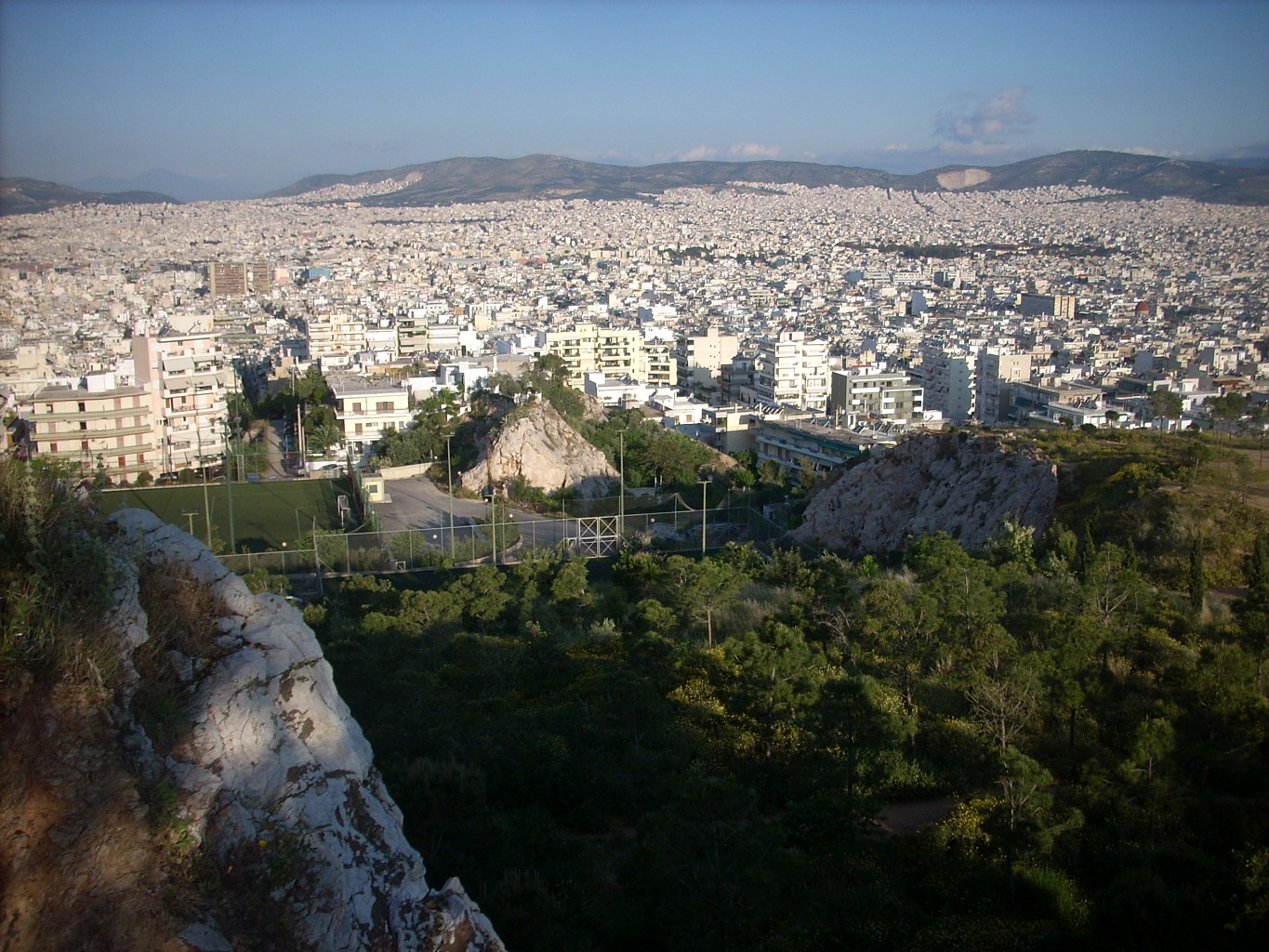
Вид на Кипсели с холма Эликонас
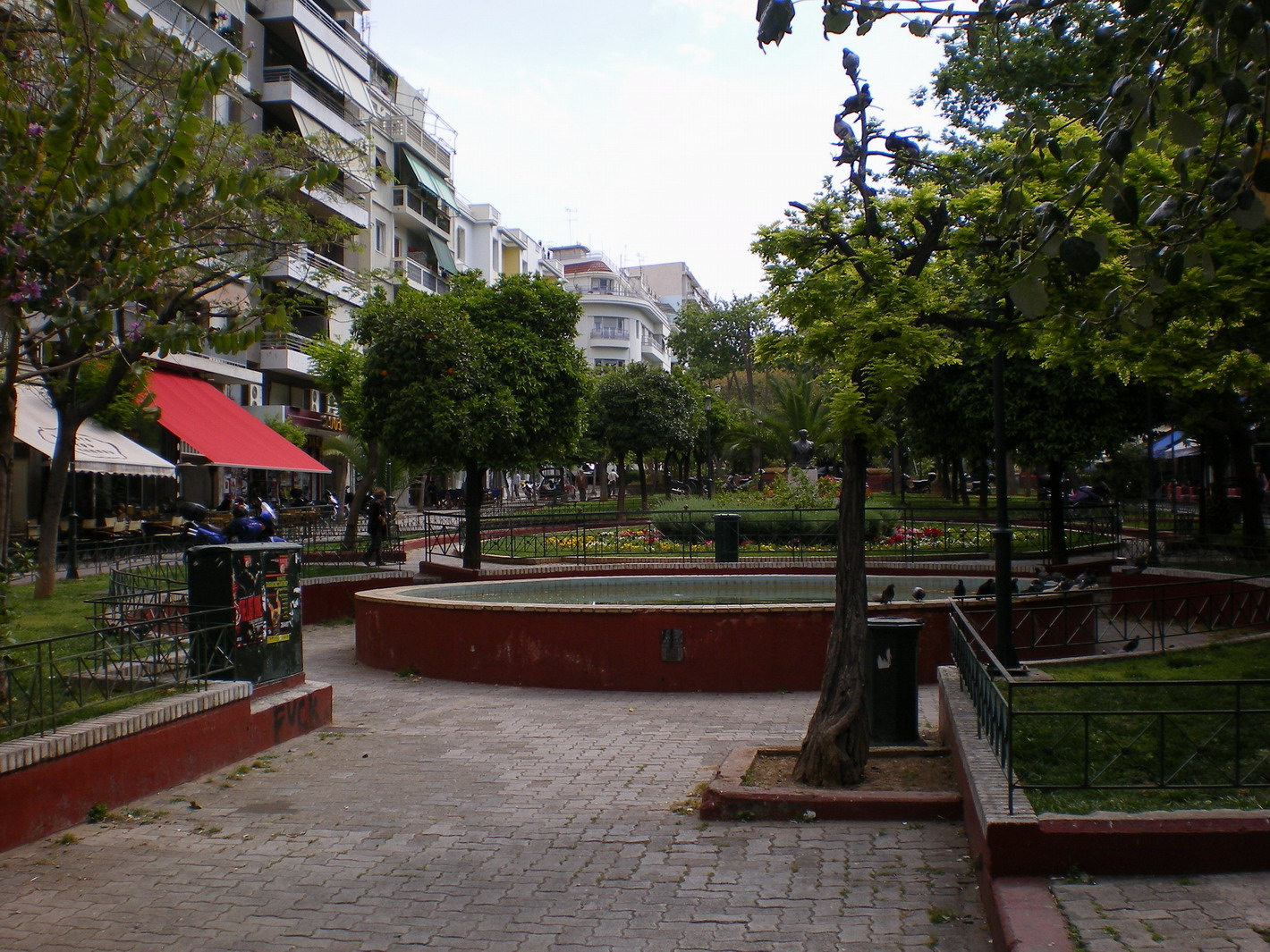
Улица Фокинос-Негри
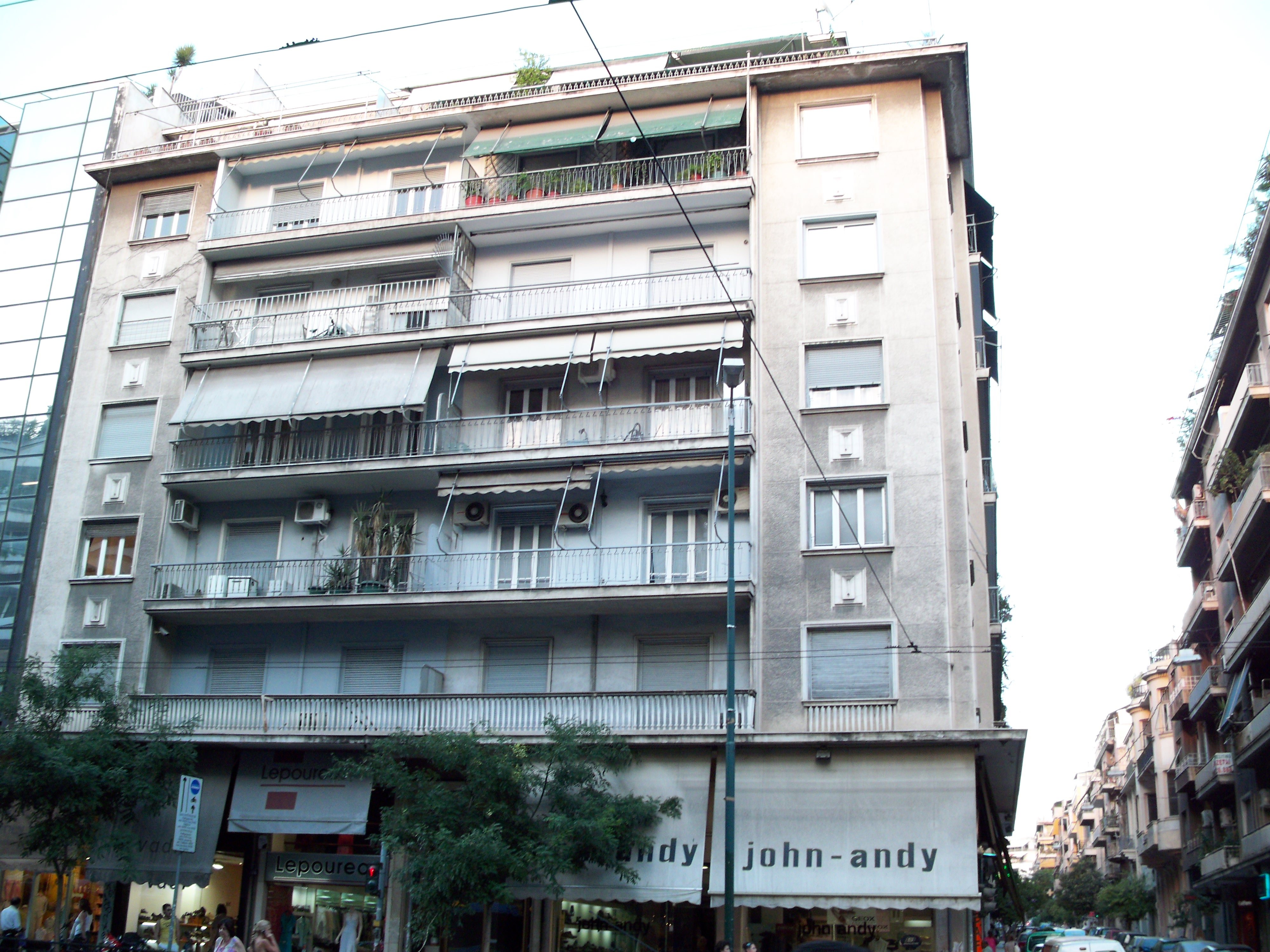
Типичный многоквартирный дом Кипсели
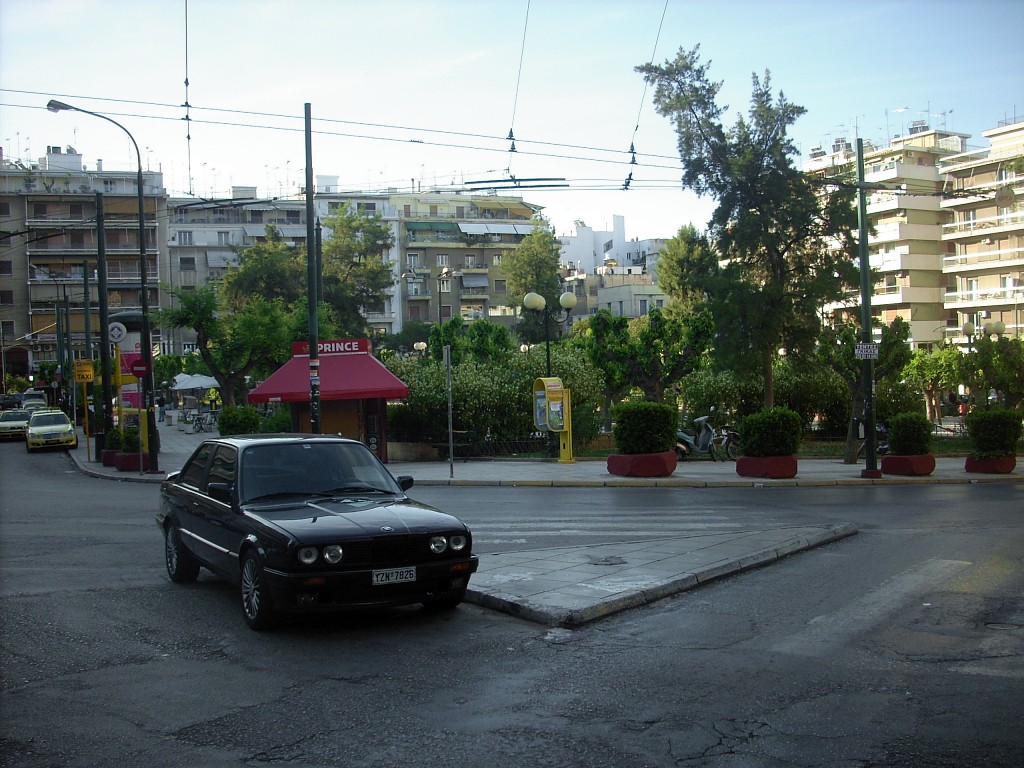
Площадь Кипселис